# 三栖閘門

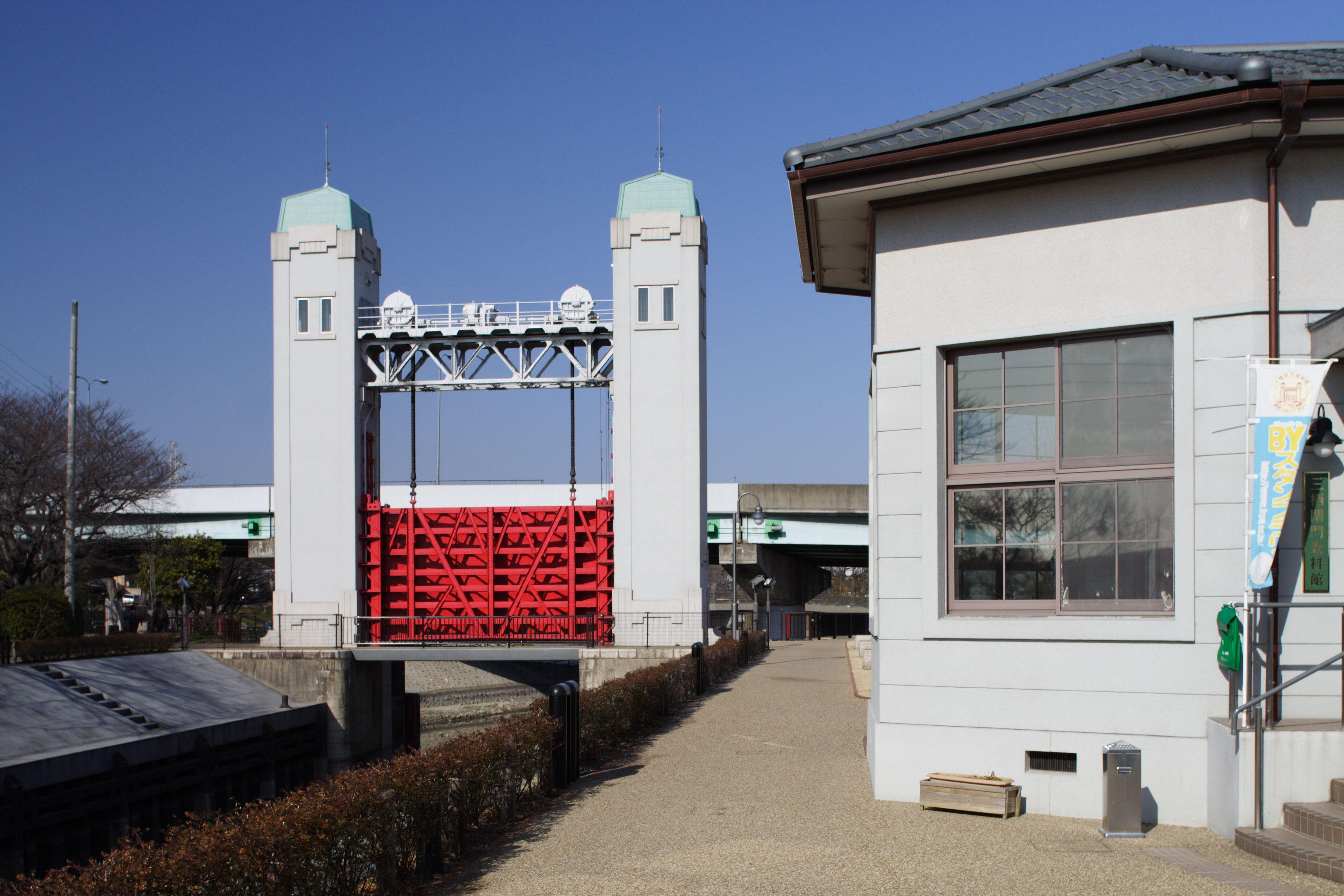
三栖閘門と三栖閘門資料館

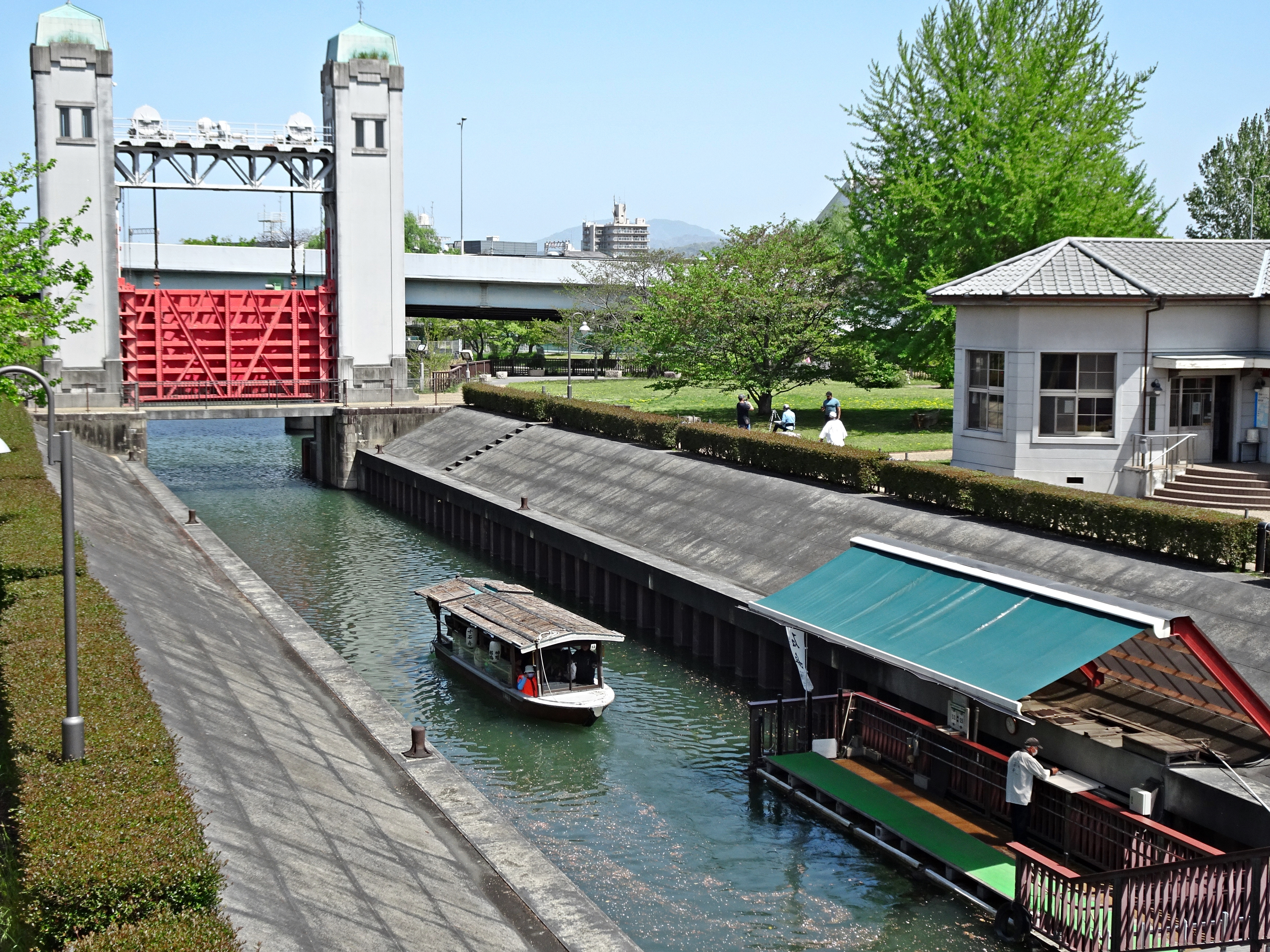
三栖閘門の閘室と遊覧船

三栖閘門（みすこうもん）は京都府京都市伏見区葭島金井戸町にある閘門である。伏見城の外堀である濠川が宇治川に合流する位置に設けられている。宇治川右岸（北岸）の堤防建設にあたって、伏見港の機能を維持するため作られ、1929年(昭和4年)に開業した。2007年に近代化産業遺産に、2010年度（平成22年度）に土木学会選奨土木遺産に選ばれている。
現在、閘室内に濠川等を巡る遊覧船の船着場が設けられている。